# Mythimna conigera
Espèce
Mythimna conigera, la Conigère, est une espèce d'insectes lépidoptères, un papillon nocturne de la famille des Noctuidae, de la sous-famille des Hadeninae ou des Noctuinae selon les classifications, et du genre Mythimna.

## Synonyme
- Aletia conigera (Denis & Schiffermüller, 1775)

## Description
Envergure de l'imago : de 30 à 35 mm.

## Distribution
Eurasiatique, en Europe, de l'Espagne à la Scandinavie, à la Russie ; en Asie, Proche-Orient, Sibérie, Asie centrale, jusqu'au Japon. Commune en France sauf dans les régions avoisinant les côtes où elle est moins abondante.

## Biologie
Les adultes visibles de juin à août (en France) vivent dans des biotopes ouverts (prairies, clairières, pelouses subalpines ou alpines...) ; on peut les observer le jour butinant les fleurs de diverses astéracées (composées). La chenille est polyphage, se nourrit de plantes herbacées, souvent de poacées (graminées). C'est une espèce univoltine.